# جون بورتر
جون بورتر (بالإنجليزية: John Porter)‏ (27 سبتمبر 1961 بإدنبرة في المملكة المتحدة - ) هو لاعب كرة قدم بريطاني في مركز الهجوم. لعب مع هارت أوف ميدلوثيان.